# Communauté de communes de la Piège et du Lauragais

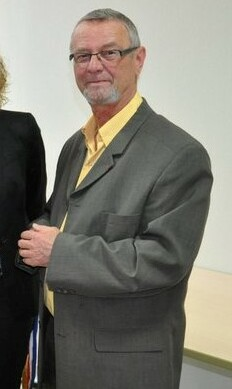
Jacques Cambolive (1940-2015), président de la Communauté de communes de 2001 à 2008.

La Communauté de communes de la Piège et du Lauragais était une communauté de communes française, située dans le département de l'Aude et la région Languedoc-Roussillon.

## Histoire
La communauté de communes de la Piège et du Lauragais a été créée à l'initiative de Jacques Cambolive, maire de Bram jusqu'en 2003, qui en a été le président jusqu'en 2008. André Viola, président du conseil général de 2011 à 2020 et ancien maire de Bram, lui a succédé à cette date.
Elle a été dissoute le 1er janvier 2013 à la suite de la mise en application de la réforme des collectivités territoriales et des décisions du  conseil départemental de coopération intercommunale de l’Aude au profit de la Communauté de communes Piège-Lauragais-Malepère.

## Composition
Avant sa dissolution, elle regroupait 18 communes:
| - Bram - Villepinte - Villasavary - Pexiora - Fanjeaux - Villesiscle | - La Force - La Cassaigne - Gaja-la-Selve - Laurac - Plavilla - Ribouisse | - Orsans - Fonters-du-Razès - Cazalrenoux - Saint-Julien-de-Briola - Generville - Saint-Gaudéric |  |